# NGC 5660
NGC 5660 é uma galáxia espiral barrada (SBc) localizada na direcção da constelação de Boötes. Possui uma declinação de +49° 37' 21" e uma ascensão recta de 14 horas, 29 minutos e 48,7 segundos.
A galáxia NGC 5660 foi descoberta em 15 de Maio de 1787 por William Herschel.